# Walc z Baszirem

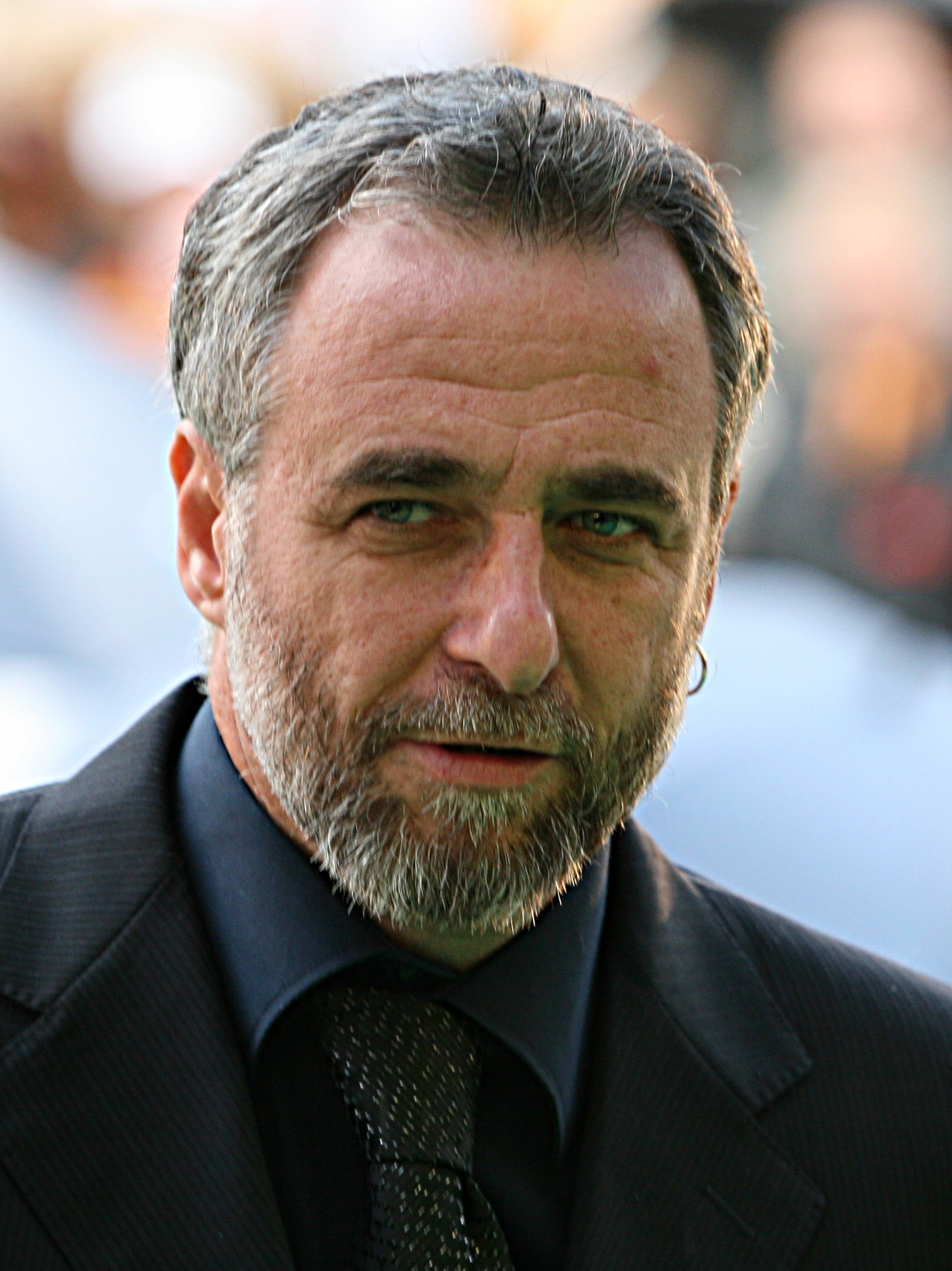
Ari Folman, reżyser, scenarzysta i główny bohater filmu

Walc z Baszirem lub Walc z Bashirem (ang. Waltz with Bashir, hebr. ואלס עם באשיר – Wals im Baszir) – film izraelskiego reżysera Ariego Folmana z 2008 roku. Jest to animowany film oparty na faktach, opowiadający o staraniach reżysera mających na celu odzyskanie jego wspomnień z wojny w Libanie w 1982, w której brał udział jako żołnierz armii izraelskiej.
W Polsce pierwszy raz film został wyświetlony na 24. Warszawskim Festiwalu Filmowym (10-19 listopada 2008). Wygrał w kategorii „filmy fabularne” w Plebiscycie Publiczności. Dystrybucję w Polsce wykupiła firma Against Gravity, premiera miała miejsce 3 kwietnia 2009.
W październiku 2009 film ukazał się na DVD w serii Magazyn Sztuki Dokumentu.

## Fabuła
Film mimo animowanej formy ma charakter dokumentalny. Obrazy wspomnień z wojny przeplatają się z typowymi dla filmów dokumentalnych scenami rozmów ze świadkami i ekspertami, które zostały narysowane na wzór faktycznie nagranych wywiadów. Także postacie pojawiające się w filmie są stworzone na wzór prawdziwych osób – reżysera i jego towarzyszy, którzy (z pewnymi wyjątkami) podkładali własny głos.
Główny bohater, reżyser Ari Folman, spotyka się ze swoim byłym przyjacielem z jednostki, Boazem. Okazuje się, że Boaza dręczą wspomnienia z wojny, w przeciwieństwie do Ariego, który nie może sobie przypomnieć nic z tego okresu. Pod wpływem prośby Boaza o pomoc w rozwiązaniu tego problemu i pojedynczego, zagadkowego wspomnienia które po spotkaniu pojawia się w jego pamięci, Ari postanawia odzyskać pamięć z okresu wojny, a szczególnie z jej najbardziej dramatycznego fragmentu, masakry w Sabrze i Szatili – obozach palestyńskich uchodźców. Przy pomocy dawnych towarzyszy broni – Oriego, Carmiego i Frenkela powoli przypomina sobie kolejne wydarzenia. W filmie widzimy także wywiady z jednym z izraelskich dowódców, Drorem Harazim, oraz z korespondentem wojennym Ronem Ben-Jeszaim, którzy mieli bezpośredni kontakt z masakrą.

### Tytuł
Tytuł pochodzi od sceny w filmie, gdzie jeden z żołnierzy w trakcie walki w Bejrucie przebiega przez ulicę w specyficzny sposób, unikając kul, który głównemu bohaterowi kojarzy się z tańcem na tle portretów zamordowanego prezydenta-elekta Libanu i przywódcy libańskich chrześcijan – Beszira Dżemajela.

## Produkcja
Produkcja filmu trwała 4 lata. Łączy on w sobie różne style graficzne – od obrazów realistycznych, przez surrealistyczne wizje, aż po typową animację komiksową. Jest to jeden z niewielu dokumentów stworzonych niemal w całości techniką animacji – jedynymi wstawkami filmowymi są krótkie sceny na samym końcu, przedstawiające archiwalne nagrania z masakry w Sabrze i Szatili.

### Animacja
Animacja została wykonana techniką stworzoną przez Yoniego Goodmana. Bywa ona mylona z animacją rotoskopową (ze względu na oparcie się na rysunkach stworzonych na podstawie filmu fabularnego), a naprawdę polega na połączeniu techniki cutout (wycinankowej) we Adobe Flash i zwykłej animacji. Każdy obraz był dzielony na części, poruszające się w stosunku do siebie, co dawało wrażenie ruchu. Film został najpierw nagrany technikami fabularnymi, a następnie przekształcony w scenorys, na podstawie którego powstało około 2300 ilustracji, które zostały następnie zmontowane przy użyciu różnych technik – animacji flash, animacji 3D i standardowej animacji.

### Muzyka
Ścieżka dźwiękowa łączy kompozycje XVIII- i XIX-wieczne z muzyką z lat osiemdziesiątych XX wieku. Wśród utworów klasycznych pojawiają się fragmenty Walca cis-moll op. 64 nr 2 Fryderyka Chopina (scena tytułowego walca żołnierza w ogniu kul) oraz Largo z Koncertu fortepianowego f-moll Jana Sebastiana Bacha (pierwotnie Koncert na klawesyn, BWV 1056). Współczesną muzykę reprezentują m.in. przeboje Enola Gay zespołu OMD oraz This is not a love song zespołu Public Image Ltd (PiL).
Autorem ścieżki dźwiękowej do filmu jest niemiecki kompozytor Max Richter. Muzyka w filmie jest uznawana za środek przekazu emocji, a nie tylko tło.

## Przyjęcie filmu

### Recenzje
Film został bardzo dobrze przyjęty przez krytyków. Według kilku serwisów internetowych zbierających i analizujących recenzje filmowe, jak Metacritic czy Rotten Tomatoes, jest on oceniany pozytywnie w ponad 90 procentach. Doceniane jest zwłaszcza jego nowatorskie podejście do trudnej kwestii wojny w Libanie oraz masakry Palestyńczyków w obozach Szabry i Szatili.

### Liban i kraje arabskie
Jak niemal wszystkie izraelskie filmy, Walc z Baszirem został zakazany w większości krajów arabskich. W samym Libanie pojawił się sprzeciw przeciwko jego zakazywaniu, szczególnie rozpowszechniony przez grupy blogerów, którzy doprowadzili do jego obejrzenia przez wielu libańskich krytyków filmowych. W styczniu 2009 roku film został wyświetlony w Bejrucie na prywatnym pokazie dla około 90 osób.

### Nagrody

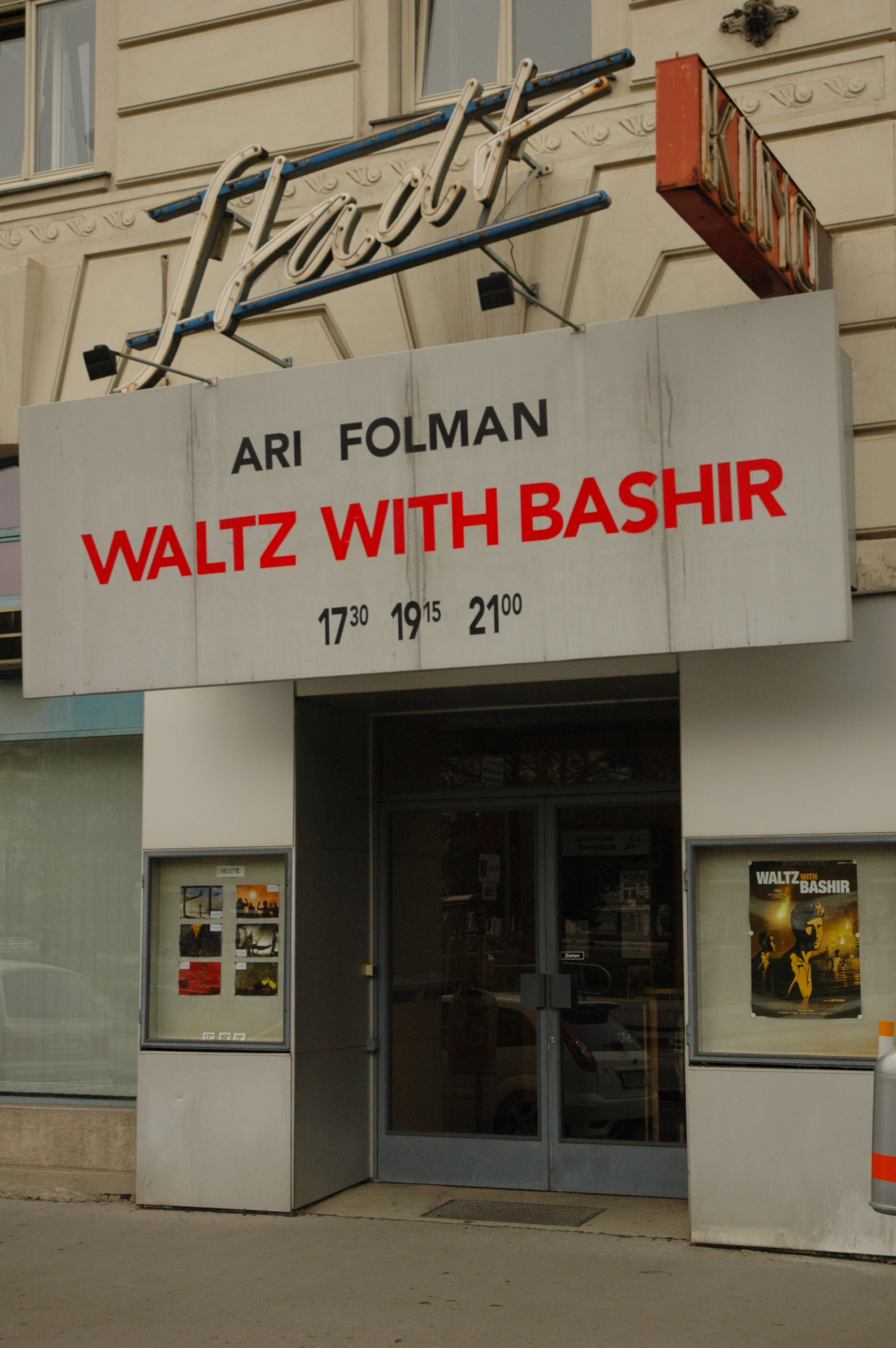
Informacja o projekcji filmu w wiedeńskim kinie.

Walc z Baszirem otrzymał wiele nagród i nominacji zarówno w Izraelu, jak i na świecie. Do najbardziej prestiżowych należą:
- nominacja do Oscara w kategorii Najlepszy film nieangielskojęzyczny
- Złoty Glob w kategorii Najlepszy film obcojęzyczny.
- Nagroda Annie – nominowany w kategoriach: Najlepszy Film Animowany, Najlepszy Reżyser, Najlepsza Muzyka i Najlepszy Scenariusz.
- Nominacja do Złotej Palmy na Festiwalu w Cannes
- izraelskie Nagrody Ophir w 5 kategoriach – Najlepszy Film, Najlepszy Reżyser, Najlepszy Scenariusz, Najlepszy Montaż, Najlepszy Dźwięk i Najlepsza Oprawa Artystyczna. Był również nominowany do kategorii Najlepsze Zdjęcia.